# Jeux de Génie
 (avril 2023).
Les Jeux de Génie (Engineering Games) sont des événements annuels regroupant près de quatre cents étudiants québécois. Le but est de permettre aux étudiants des facultés et écoles d'ingénierie du Québec de valoriser leurs habiletés intellectuelles, sportives et sociales, dans une compétition.
Les délégations sont évaluées selon un barème défini avant la tenue de l'événement  ayant accumulé le plus de points à la fin des compétitions est sacrée délégation championne lors du gala final.

## Historique
En 1990, un groupe d'étudiants en ingénierie de l’Université Laval créé les «Jeux de génie», une compétition interuniversitaire dans le but de permettre aux étudiants des facultés et écoles de génie de toute la province de se côtoyer dans un esprit de  camaraderie.
Pendant cinq jours, les participants sont invités à mettre à profit leurs connaissances générales et scientifiques, leurs compétences techniques, leur habileté physique et leur créativité afin d’accumuler des points pour leur délégation. La participation aux activités sociales est aussi fortement encouragée afin de permettre aux futurs ingénieurs de fraterniser avec leurs camarades des autres délégations.
Organisés sous l'égide de la Confédération pour le rayonnement étudiant en ingénierie du Québec (CRÉIQ), le regroupement des associations étudiantes de génie, les Jeux de génie en sont à leur 30e édition en 2020, à l'École de technologie supérieure.
Depuis sa création, la notoriété de l’événement croît dans la communauté étudiante de génie du Québec. Avec plus de quatre cents participants regroupés au sein des douze délégations, il s’agit du plus grand événement rassemblant des étudiants de génie au Canada.

## Délégations participantes
- Polytechnique Montréal
- Campus de l'UQTR à Drummondville
- École de technologie supérieure
- Université Concordia
- Université Laval
- Université McGill
- Université de Sherbrooke
- Université du Québec à Chicoutimi
- Université du Québec à Rimouski et Université de Moncton
- Université du Québec en Abitibi-Témiscamingue
- Université du Québec à Trois-Rivières
- Université du Québec en Outaouais et Université d'Ottawa

## Compétition
Bien que d'une édition à l'autre les compétitions varient, on retrouve généralement les disciplines suivantes :

### Compétition de la machine
La compétition de la machine est l’épreuve maîtresse de la compétition des Jeux de Génie. Elle consiste en un défi commun lancé trois mois avant la compétition. Le défi : fabriquer une machine autonome et intelligente qui utilisera un bon nombre de capteurs et de senseurs afin de surmonter les diverses épreuves du parcours donné. La fabrication de cette machine nécessite la formation d’équipes multidisciplinaires qui devront investir beaucoup de temps afin d’en arriver à un produit des plus compétitifs.
Les équipes machines de chacune des délégations devront œuvrer d’ingéniosité, de créativité en plus de développer la synergie nécessaire afin d’en arriver à une machine qui sera en mesure de correspondre parfaitement aux devis. Les participants de la compétition de la machine doivent donc mettre à profit leurs connaissances et leurs compétences en ingénierie afin de pouvoir administrer leur budget consacré à l’achat des ressources matérielles et les transformations nécessaires à apporter afin de faire de leurs idées une réalité.
La compétition est un événement fortement médiatisé et fait la fierté des participants et des organisateurs.

### Compétition entrepreneuriale
La compétition entrepreneuriale, introduite pour l'édition 2019, est une épreuve majeure des Jeux de Génie. Elle consiste, comme la machine, à un défi lancé trois mois avant la compétition. Pour cette compétition le défi est de développer un produit/prototype fonctionnel accompagné d'un plan d'affaire complet, la compétition simule le développement d'une "Start-up". Le tout se conclut par un "pitch" présenté aux juges qui prennent le rôle d'investisseurs potentiels.
Les sections évaluées sont : le rapport de mi-étape, le plan d'affaire, le prototype et finalement le "pitch". Les participants de la compétition doivent faire preuve d'ingéniosité et imagination pour développer un produit intéressant, ils doivent aussi faire preuve d'une vision stratégique et d'une bonne préparation pour préparer un plan d'affaire intéressant et finalement être convaincant devant les investisseurs (juges).
La compétition est jeune, mais elle représente un vent de fraicheur aux Jeux de Génie.

### Compétitions sportives
C’est en s’inspirant de l’adage « un esprit sain dans un corps sain » que les compétitions sportives se sont frayé une place au sein du programme de la compétition. Bien que les participants aux Jeux de Génie soient reconnus pour leurs habilités académiques, les concours sportifs leur permettent aussi de démontrer leur polyvalence. Les compétitions seront non seulement axées sur les habiletés athlétiques individuelles mais, également, sur l’esprit d’équipe et l’effort d’équipe, deux des valeurs les plus importantes de la compétition.

### Compétitions académiques
Chaque épreuve académique se déroule sur une période de quatre heures durant laquelle les équipes doivent répondre à un questionnaire théorique et réaliser une épreuve pratique qui prend la forme d’un montage, d’une expérience de laboratoire ou d’une mise en situation reliée a un domaine spécifique de l’ingénierie. Pour ce faire, chaque délégations fait la composition d’équipes en fonction des spécialités d’ingénierie proposées pour les différentes épreuves académiques de la compétition. Pour les participants, ces compétitions sont l’équivalent d’un examen final récapitulatif de l’ensemble de leur formation. Un vrai défi à la hauteur de la relève de demain en ingénierie !
Il est également possible pour le partenaire d’un concours académique de définir la tâche à accomplir par les participants. Le commanditaire pourra ainsi jouir d’une visibilité accrue auprès des futurs ingénieurs appartenant au domaine d’activité évalué.

### Débats oratoires
La communication est sans conteste une aptitude essentielle que doit posséder tout ingénieur en industrie. Ainsi, la compétition des débats oratoires est une occasion en or pour les experts en rhétorique de mesurer leurs capacités d'élocution devant un public formé des délégations et des partenaires de la compétition. Les thèmes des débats portent sur l'éthique ainsi que sur le rôle que les ingénieurs auront à jouer dans les enjeux de l’heure.

### Improvisation
Maintenant devenu une tradition, le tournoi d’improvisation est à l’horaire encore une fois cette année. Un esprit vif comme l'éclair et un talent de comédien hors pair, voilà certaines des qualités qui permettent aux équipes représentant leur délégation de se frayer un chemin jusqu’aux finales de cette compétition. En plus d'être un spectacle pour tous les participants et les bénévoles, cet événement permet aux futurs ingénieurs de puiser au plus profond d'eux-mêmes afin de se tirer de situations qui sont parfois très ardues.

### Génies en herbe
La compétition Jeux de Génie est une réplique de la populaire émission de télévision Génies en herbe. Les participants doivent puiser dans leurs connaissances générales et démontrer leur rapidité d’esprit pour remporter ce concours.

### Gagnants
| Année | École hôte                            | Thème                                    | Délégation gagnante                   |
| ----- | ------------------------------------- | ---------------------------------------- | ------------------------------------- |
| 2026  | Polytechnique Montréal                | Du rêve à la réalité                     |                                       |
| 2025  | École de technologie supérieure       | L'union fait les Jeux                    | Polytechnique Montréal                |
| 2024  | Université de Sherbrooke              | Penser autrement                         | Polytechnique Montréal                |
| 2023  | Université Laval                      | Les Jeux Sans Fin                        | Université de Sherbrooke              |
| 2020  | École de technologie supérieure       | Mission JDG2020 : Changer le monde       | Université de Sherbrooke              |
| 2019  | Université de Sherbrooke              | Atteindre de nouveaux sommets            | École de technologie supérieure       |
| 2018  | Université Laval                      | Veni Vidi ViXXVIII                       | Université de Sherbrooke              |
| 2017  | Polytechnique Montréal                | Les Jeux vidéo                           | Université de Sherbrooke              |
| 2016  | École de technologie supérieure       | Souvenirs d'enfance                      | Université Laval                      |
| 2015  | Université de Sherbrooke              | Vers le futur                            | Université Laval                      |
| 2014  | Université Laval                      | L'Épopée                                 | École de technologie supérieure       |
| 2013  | Polytechnique Montréal                | Les jeux dont vous êtes le héros         | Université Laval                      |
| 2012  | École de technologie supérieure       | Civilisations                            | Polytechnique Montréal                |
| 2011  | Université de Sherbrooke              | 3, 2, 1, Action !                        | Université Laval                      |
| 2010  | Université Laval                      | H20                                      | Université de Sherbrooke              |
| 2009  | Polytechnique Montréal                | Vers l'ingénierie… Et plus loin encore ! | Université Laval                      |
| 2008  | École de technologie supérieure       | 18 ans, c'est majeur !                   | Université de Sherbrooke              |
| 2007  | Université de Sherbrooke              | Le génie ne meurt jamais                 | Université de Sherbrooke              |
| 2006  | Université Laval                      | Organismes GÉNIE-tiquement modifiés      | Polytechnique Montréal                |
| 2005  | Polytechnique Montréal                | E=JDG                                    | École de technologie supérieure       |
| 2004  | Université du Québec à Trois-Rivières | Le genie vert l’avenir                   | École de technologie supérieure       |
| 2003  | Université de Sherbrooke              | Magie d’hier, Génie d’aujourd’hui        | Université Laval                      |
| 2002  | École de technologie supérieure       | Les XII travaux d’Ingénius               | Université du Québec à Trois-Rivières |
| 2001  | Université Laval                      |                                          | Université Concordia                  |
| 2000  | Polytechnique Montréal                |                                          | Polytechnique Montréal                |
| 1999  | Université de Sherbrooke              |                                          | Polytechnique Montréal                |
| 1998  | Université Concordia                  |                                          | Université de Sherbrooke              |
| 1997  | Université Laval                      |                                          | Université du Québec à Trois-Rivières |
| 1996  | Université McGill                     |                                          | Université Laval                      |
| 1995  | Université du Québec à Chicoutimi     |                                          | Polytechnique Montréal                |
| 1994  | Polytechnique Montréal                |                                          | Université McGill                     |
| 1993  | Université du Québec à Trois-Rivières |                                          | Université de Sherbrooke              |
| 1992  | Université de Sherbrooke              |                                          | Université Laval                      |
| 1991  | Université Laval                      |                                          | Université Laval                      |

### Gagnants petites délégations
| Année | Petite délégation gagnante |
| ----- | -------------------------- |
| 2025  | UQAC                       |
| 2024  | UQAC                       |
| 2023  | UQOTT                      |
| 2020  | UQOTT                      |
| 2019  | UQOTT                      |
| 2018  | UQOTT                      |
| 2017  | UQAT                       |
| 2016  | UQAT                       |
| 2015  | UQAT                       |
| 2014  | UQAR                       |
| 2013  | UQAT                       |
| 2012  | UQAT                       |
| 2011  | UQAR                       |
| 2010  | UQAR                       |
| 2009  | UQAMO                      |
| 2008  | UQAT                       |